# 앵무새 죽이기
《앵무새 죽이기》(영어: To Kill a Mockingbird, 번역 : 흉내지빠귀 죽이기)는 미국의 작가 하퍼 리의 소설로 1960년에 출판되었다. 출판 즉시 큰 인기를 모았으며, 1961년 픽션 부문으로 퓰리처상을 수상하였고, 현대 미국 소설의 고전이 되었다. 이 소설은 작가가 10세 때인 1936년에 그녀의 마을 근처에서 벌어진 사건과 작가가 가족과 이웃을 관찰한 것을 바탕으로 하여, 느슨하게 구성되어 있다. 소설은 공황기에 존경받는 변호사 핀치가 백인 여성을 성폭행한 혐의를 받는 흑인 남성 로빈슨을 변호하면서, 핀치의 가족과 동네에서 벌어지는 일을 핀치의 어린 딸 스카웃의 시각에서 그리고 있다.
이 작품은 강간과 인종 차별의 심각한 문제를 다루고 있음에 불구하고, 따뜻하고 유머러스한 소설로 유명하다. 화자의 아버지인 애티커스 핀치(Atticus Finch)는 완벽한 변호사의 표본이자 도덕적 영웅으로 많은 독자들을 만족시키고 있다. 한 비평가는 자신의 글에서 이 소설이 준 충격을 설명하면서 다음과 같이 말했다. “20세기에 《앵무새 죽이기》는 미국의 인종문제를 다룬 책 중에서 아마도 가장 널리 읽힌 작품이며, 이 작품의 주인공인 애티커스 핀치는 인종차별을 극복한 영웅으로서 가장 오래 기억될 것이다.”
남부 고딕 소설이자 교양 소설로서, 《앵무새 죽이기》의 기본적인 주제는 인종 차별로 인한 불의와 무죄한 자의 죽음이다. 학자들은 저자가 미국 디프사우스의 계층 문제, 용기와 연민, 성 역할에 대한 주제에도 초점을 맞추고 있다고 보았다. 여러 영어권 국가에서는 관용을 강조하고 편견을 비난하기 위한 수업을 할 때 이 책을 학생에게 가르쳤다. 그러나 이 책의 주제에도 불구하고 책에서 등장하는 인종차별적인 언어를 사용하는 대사가 등장해 공적인 교실에서 다루지 말자는 운동이 벌어지기도 하였다.
리의 소설은 최소 서른 개의 신문과 잡지에 감상문이 실렸고, 폭 넓고 다채로운 평가가 나왔다. 2001년에는 시카고 시가 전개한 독서 운동에서 꼭 읽어야 할 책으로 선정되었다. 2006년에는 영국 사서들이 매긴 책 순위인 ‘모든 어른이 죽기 전에 꼭 한 번 읽어야 할 책’ 1위에 선정되었으며, 이 순위에서 2위는 성서였다. 1961년 퓰리처상을 수상 하였고, 1962년에 동명의 오스카 상을 수상한 영화로도 만들어졌다. 그레고리 펙이 변호사 핀치 역을 맡은 이 영화는 로버트 멀리간이 감독을 맡았고, 시나리오는 호튼 푸트(Horton Foote)가 썼다. 1990년 이래로 소설에 바탕을 둔 연극이 하퍼 리의 고향인 먼로빌에서 정기적으로 공연되고 있다. 이 책은 리가 출간한 유일한 소설이며, 비록 그녀가 사람들이 책이 준 충격에 대해 언급할 때 꾸준히 반응하고 있기는 하지만 1964년 이후로 그녀는 어떠한 개인적인 광고도 거절해왔다.

## 작품의 배경과 발표
1926년에 태어난 하퍼 리는 미국 앨라배마주 먼로빌의 남쪽 마을에서 자랐으며, 그곳에서 나중에 유명한 작가가 되는 트루먼 카포티와 가까운 친구가 되었다. 작가는 1944년부터 45년까지 몽고메리에 있는 헌팅턴 대학교에 재학하였고, 45년부터 49년까지 앨라배마 대학교에서 법을 공부했다. 대학에 다니는 동안 작가는 앨라배마 대학의 문학잡지인 <여성 수렵가>(Huntress)와 유머 잡지인 <방해 전파 발신기 박는 사람>(Rammer Jammer)에 글을 기고했다. 두 대학을 다니면서, 그녀는 인종 차별의 불의에 다룬 단편 소설과 다른 작품들을 썼다. 그 당시 대학 캠퍼스에 그런 주제를 언급하는 것은 상당히 드문 일이었다. 1950년에 리는 뉴욕으로 이사했고, 그곳에서 영국 해외 항공사(British Overseas Airways Corporation)의 예약 관련 업무를 담당하며 먼로빌 사람들에 관한 단편 소설과 에세이를 쓰기 시작했다. 그 동안 쓴 글들을 책으로 출판하고 싶었던 작가는, 1957년에 카포티의 추천으로 문학 대리인에게 글을 제출했다. 리핀코트 출판사 (J. B. Lippincott & Co.)의 한 편집자는 작가에게 항공사를 그만두고 글쓰기에만 집중하라고 조언했다. 친구들의 도움으로, 작가는 1년동안 글쓰기에만 집중할 수 있었다.
작가는 2년 반 동안 《앵무새 죽이기》를 썼다. 미국의 국립예술기금(National Endowment for the Arts, NEA)이 후원하는 독서 운동인 "빅 리드"(Big Read)의 사이트에 실린 책 소개 글에 보면, 작품의 창작과정에서 있었던 일이 나오는 데 여기에는 작가가 글을 쓰다가 자신의 글에 실망한 나머지 원고를 눈이 내린 창밖으로 던져버렸다가 대리인에게 원고를 다시 찾아오라고 하기도 했다. 책은 1960년 7월 11일에 출간되었다. 처음에 정한 책의 제목은 ‘애티커스’이었지만, 작가가 한 인물의 묘사를 넘어서 이야기 전체를 반영하는 제목으로 새 이름을 정했다. 리핀코트 출판사에서 책을 편집하는 동안, 출판사 편집부에서는 그녀에게 이 책은 기껏해야 수천 권 정도 팔릴 것이라고 말했다. 1964년, 리는 출간되기 직전에 자신이 지녔던 희망사항을 회상하면서 이렇게 말했다. “저는 ‘앵무새’가 어떤 식으로든 성공할 것이라고 결코 예상하지 않았어요. ... 제가 바란 것은 비평가들의 손에서 빠르고 자비롭게 죽는 것이었지만, 그와 동시에, 저는 누군가가 저에게 용기를 주기에 충분할 만큼 이 책을 좋아했으면 하고 바랬지요. 공적인 격려(를 기대한 거죠). 저는 제가 말한 것처럼 아주 조금 기대했지만, 차라리 어떤 식으로든 나온 즉시 ‘빠르고 자비로운 죽음’이 겁날 정도로 일어나 버렸으면 하는 마음이 더 많았어요.” ‘빠르고 자비로운 죽음’ 대신에, 《리더스 다이제스트 요약본》(Reader's Digest Condensed Books)에서는 이 책을 선정하여 부분적으로 재출간하였고, 이는 즉각적으로 독자 수를 늘리는 데 기여하였다. 원본이 출간된 이래, 이 책은 출판을 중단한 적이 없다.

## 줄거리 요약
소설에는 스카웃이라는 한 초등학생을 중심으로, 흑인과 백인 사이에 벌어진 일에서 흑인을 옹호하는 아버지 애티커스 핀치, 오빠 젬 핀치, 정체를 정확히 알 수 없는 부 래들리 등이 등장한다. 한 정의로운 백인 변호사가 백인 여자를 성폭행 했다는 혐의를 받던 흑인을 변론한다는 내용으로, 이를 통해 당시 사회의 흑인 차별과 군중심리에 묻혀 개인의 주관적 지식을 묵살해 버리는 사회를 아이들의 순수한 눈으로 바라본 소설이다.
이야기가 펼쳐지는 공간은 상상의 마을로 앨라배마주 메이컴의 ‘피곤하고 오래된 마을’이며, 이야기가 펼쳐지는 시간은 대공황을 배경으로 하는 3년 동안이다. 이야기를 이끌어가는 화자는 여섯 살 먹은 스카웃 핀치로, 그녀는 오빠인 젬 그리고 아내를 일찍 하늘나라로 보낸 중년의 변호사인 아버지 애티커스와 함께 살아간다. 젬과 스카웃은 딜(Dill)이라는 이름의 아이와 친구가 되는데, 그 아이는 여름을 맞아 자신의 아주머니 집에서 머물려고 메이콤을 방문하였다. 세 아이는 그들의 이웃이며 세상과 단절한 채 살아가는 "부" 래들리("Boo" Radley)를 한편으로는 두려워하면서 다른 한편으로는 그가 어떤 사람이고, 어떻게 사는지에 대해 호기심을 갖고 궁금해한다. 메이콤의 어른들은 부에 대해서 말하기를 꺼리며, 수년동안 그를 본 사람은 거의 없다. 아이들은 그의 외모나 숨어사는 이유에 관한 각종 소문에 귀를 기울이면서 각자의 상상력을 발휘하여 그에 대한 이야기를 나눈다. 그들은 어떻게 하면 그를 집 밖으로 나오게 할 것인지에 대해 공상에 잠긴다. 딜과 함께 두 번의 여름을 보낸 뒤, 스카웃과 젬은 누군가가 래들리 집의 바깥 쪽 나무의 구멍 안에다가 자신들에게 주는 작은 선물을 넣어둔다는 사실을 알게 된다. 김여러 번 그런 일이 되풀이되면서, 신비로운 부는 아이들에 대한 애정을 드러내지만, 아이들에게 결코 모습을 드러내지는 않는다.
애티커스는 법원에서 톰 로빈슨이라는 이름의 흑인을 위한 국선 변호인으로 임명된다. 그는 젊은 백인 여자인 메이엘라 유얼을 강간하려 했다는 혐의를 받고 있었다. 많은 메이컴 시민들의 부정적인 시선에도, 애티커스는 자신의 능력을 최대한 발휘하여 톰을 변호하려고 한다. 애티커스의 행동으로 인해, 다른 아이들은 그의 자녀인 젬과 스카웃을 조롱하고 애티커스를 "깜둥이 애인"("nigger-lover")이라고 부른다. 스카웃은 아버지가 그렇게 하지 말라고 말했지만, 아버지의 명예를 위해 싸우고 싶은 충동에 사로잡힌다. 애티커스는 남자들이 떼로 몰려가 톰을 린치하려는 것을 막는다. 이때 스카웃, 젬, 딜은 애티커스를 구하기 위해 그 상황에 끼여들게 되고, 스카웃이 그들 중 한명을 알아보고 인사를 건네자 폭도들은 해산하게 된다.
애티커스가 톰 로빈슨 재판의 방청을 허락하지 않았기 때문에, 스카웃과 젬과 딜은 몰래 유색 전용석에서 재판을 구경하였다. 재판에서 변호사 애티커스는 고소인인 메이엘라와 그녀의 아버지이자 마을의 술 주정뱅이인 밥 유얼이 거짓말을 하고 있다는 것을 입증한다. 또한 재판 과정에서 친구가 없는 메옐라가 톰에게 성적으로 접근했고, 그러자 그것을 본 그녀의 아버지가 그녀를 붙잡았다는 것 또한 분명해졌다. 이처럼 톰의 무죄를 입증할 의미심장한 증거에도 불구하고, 배심원은 톰에게 유죄를 선고한다. 애티커스가 지니고 있었던 것과 같이 젬은 정의가 이긴다는 신념을 가졌으나, 배심원의 판단에 절망한 톰이 감옥에서 탈출하려다가 총에 맞아 죽었다는 소식을 들었을 때 젬의 신념은 슬프게도 흔들려 버린다.
재판에서 이겼지만 재판 과정에서 창피를 당한 밥 유얼은 복수를 계획한다. 그는 판사의 사택에 들어가려고 시도하고, 톰 로빈슨의 아내를 협박하려 했다. 결국 그는 학교 핼러윈 축제 행렬에서 벗어나 집으로 돌아가던 무방비 상태의 젬과 스카웃을 공격한다. 싸우는 과정에서 젬의 팔이 부러지지만, 이 혼란의 한 복판에서 누군가가 나타나 아이들을 구한다. 이 알 수 없는 남자는 젬을 집으로 옮기고, 집에서 스카웃은 그가 세상과 단절한 채 살아온 부 래들리임을 깨닫는다.
메이컴의 보안관이 현장에 도착하고 밥 유얼을 발견했을 때 그는 이미 싸우는 중에 죽은 상태이었다. 보안관은 밥의 죽음에 대해 젬과 부가 져야할 책임을 놓고 애티커스와 논의한다. 애티커스는 결국 밥 유얼이 자신의 칼 위에 단순히 엎어졌다는 보안관의 이야기를 받아들인다. 부는 스카웃에게 그의 집으로 걸어가자고 하고, 그녀가 그의 집 현관에서 안녕히 가라는 인사를 말한 후에, 집 안으로 다시 사라진다. 래들리 집의 현관에 서 있는 동안, 스카웃은 부의 입장에서 부의 삶을 상상해보게 되고, 자신과 젬이 그가 자기 남매에게 준 선물에 대해 보답하지 못한 것을 미안해 한다.

## 자서전적 요소
하퍼 리는 《앵무새 죽이기》가 자서전이 아니라고 말했지만, 오히려 이 작품은 작가가 어떻게 ‘자신이 알고 있는 것을 진실 되게 쓸 수 있는지’를 보여주는 하나의 사례라고 언급하였다. 그럼에도 등장인물 여럿과 몇 가지 사건을 살펴보면, 리의 어린 시절과 허구적인 인물인 스카웃의 어린 시절은 비슷하다. 리의 아버지인 아마사 코레만 리는 애티커스 핀치와 유사하게 변호사이었고, 1919년에 그는 살인죄로 기소된 두 사람의 흑인 남자를 변호하였다. 두 흑인 남자는 유죄 선고를 받은 이후에, 한 사람은 교수형에 처해졌고, 다른 사람은 신체를 절단해야 했다. 이후 아마사는 범죄사건의 변호를 결코 맡지 않았다. 리의 아버지는 또한 먼로빌 신문의 편집자이자 발행인이었다. 실제로 아마사는 애티커스에 비하면 인종 문제에 대해 더 보수적이었으나, 점차 나이가 들어갈수록 좀 더 진보적인 입장이 되었다. 소설 속에서 스카웃은 어렸을 때 그녀의 어머니가 세상을 떠났고, 소설가 리는 25세 때 어머니가 세상을 떠났다. 리의 어머니는 그녀가 정신적으로나 감정적으로 무언가가 부족하면 신경질적인 상태가 되었다. 소설에서 스카웃의 오빠로 나오는 젬이 있듯이, 리에게는 에드윈이라는 이름을 지닌 남자형제가 있었고, 에드윈의 나이는 리보다 네 살 많았다. 소설에 나오는 스카웃의 가정처럼, 리의 집도 흑인 가정부를 고용하였고 가정부는 날마다 집안일을 도왔다.
딜이라는 소설 속 인물은, 리의 어릴 적 친구인 트루먼 커포티를 닮았다. 소설에서 딜이 여름 동안 스카웃의 이웃집에 머물렀던 것처럼, 커포티는 그의 어머니가 뉴욕을 방문하는 동안 리의 이웃집에서 그의 아주머니와 함께 살았다. 딜처럼, 커포티는 인상적인 상상력의 소유자이었고 입으로 매력적인 이야기를 쏟아냈다. 리와 커포티 모두 아이답지 않은 어린이었고, 책읽기를 좋아했다. 리는 싸우는 데 빠르며 지켜보고 있으면 정신이 산란한 말괄량이였지만, 커포티는 그의 고급스런 어휘와 혀 짧은 발음으로 인해 놀림감이 되곤 했다. 그녀와 카포티는 리의 아버지가 그들에게 준 언더우드 타자기 회사의 오래된 타자기를 이용해서 기록한 이야기를 연기하곤 했던 것이다. 둘 다 그들의 동갑내기들과는 다른 세계에 산다는 것을 느꼈을 때, 그들은 좋은 친구가 되었다. 커포티는 그들 두 사람을 "동 떨어진 사람들"이라고 불렀다. 1960년에 커포티와 리는 카포티의 논픽션 소설 "인 콜드 블러드"("In Cold Blood")를 쓰는 데 필요한 자료를 조사하려고 함께 캔자스로 여행을 가서 다양한 살인자들의 사례를 수집하였다.
리의 집에서 거리를 걸어 내려가면 항상 나무판자로 두른 집이 나오고, 그 집에 사는 가족이 바로 소설에 나오는 허구적인 래들리 가족의 모델이 되었다. 실제 그 가족의 아들이 몇 가지 법적인 문제를 일으켰고, 아버지는 부끄럽게 생각하여 24년간 집에 머물며 아들을 감시하였다. 아들은 사실상 잊혀진 존재가 되었고, 1952년에 사망하였다.
톰 로빈슨의 유래는 확실하지 않지만, 많은 사람들은 그의 성격이 여러 실존 인물로부터 영감을 받아 창작된 것이라고 추측한다. 리가 10살이 되었을 때, 먼로빌 근처에 사는 백인 여성이 월터 레트 라는 이름의 흑인 남성에게 강간당했다면서 그 흑인 남성을 고발했었다. 그 사건의 개요와 소송 과정이 리의 아버지가 운영하는 신문의 머리기사로 나왔고, 결국 레트는 유죄가 인정되어 사형 판결을 받았다. 레트가 잘못된 고발을 당했다고 주장하는 편지가 잇따른 후에, 그의 형량은 무기 징역으로 감형되었다. 결국 레트는 1937년 감옥에서 결핵으로 숨을 거두었다. 학자들은 소설의 줄거리가 유명한 스코츠보로 소년들(Scottsboro Boys)의 사건에서도 영향을 받았을 것으로 믿고 있다. 실제로 일어난 그 사건의 내용은 이렇다. 아홉 명의 흑인 남성이 두 명의 백인 여성을 강간한 혐의로 유죄 선고를 받았으나, 그들이 범죄를 저질렀다는 증거는 매우 빈약한 상황이었다. 하지만 2005년에 리는 스코츠보로 사건이 남부의 편견을 보여준다는 점에서 (자신의 소설과) "동일한 성과"를 거두었지만, 자신은 그 사건이 소설의 줄거리가 되기에는 무언가 눈길을 끄는 면이 부족하다고 느꼈다고 언급했다. 에메트 틸(Emmett Till)이라는 흑인 십대 소년은 1955년에 미시시피주에서 백인 여성을 성희롱했다는 이유로 살해당했다. 그의 죽음은 아프리카계 미국인 인권운동(1955–1968)이 일어나는 촉매제가 되었다. 또한 그 소년은 소설 속 인물인 톰 로빈슨의 모델로 여겨지고 있다.

## 문체
| “ | 하퍼 리는 이야기를 전하는 데 있어서 인상적인 재능을 지녔다. 그녀의 예술은 시각적이고, 영화적인 유동성과 세밀함을 지닌 채 우리에게 다른 장면으로 스며들어가는 하나의 장면을 장면이 바뀐다는 느낌이 들지 않게 보여준다. | ” |
|   | — 데이브, 《하퍼 리의 비극적 상상력》(R. A. Dave in Harper Lee's Tragic Vision), 1974 |   |

수많은 비평가와 독자는 리의 문체가 보여주는 가장 강력한 요소가 이야기를 들려주는 재능이라고 기록했다. 한 평론에서는 그러한 그녀의 재능을 "촉각적 탁월함"("tactile brilliance")이라고 불렀다. 나중에 또다른 학자는 다음과 같이 기록했다. "하퍼 리는 이야기를 전하는 데 있어서 인상적인 재능을 지녔다. 그녀의 예술은 시각적이고, 영화적인 유동성과 세밀함을 지닌 채 우리에게 다른 장면으로 스며들어가는 하나의 장면을 장면이 바뀐다는 느낌이 들지 않게 보여준다." 리는 관점의 얽힘과 과거를 회상하는 이야기 기법을 결합시킨 목소리의 모호함을 이용하여, 주변을 관찰하는 여자 아이의 목소리와 자신의 어린 시절을 되돌아보는 어른 여성의 목소리를 결합시킨다. 리는 이러한 이야기 방법을 활용한 덕분에, 어른이 처한 상황을 바라보는 어린이의 목격담이 지닌 순진함과, 숨겨진 동기와 문제시되지 않는 전통으로 인해 생긴 복잡함을 뒤섞어 "매혹적으로 속이는" 이야기를 말할 수 있었다. 그러나 때때로 이러한 혼합은 독자들이 주인공인 여자 아이 스카웃이 지닌 놀라운 수준의 어휘력과 깊이있는 이해력에 아무런 의문을 제기하지 않게 만드는 효과가 있다. 하딩 리메이와 소설가 겸 문학 평론가인 그랜빌 힉스는 스카웃이나 잼처럼 세상 물정을 모르는 어린이가 어떻게 톰 로빈슨의 인생이 걸린 소송에서 느껴지는 공포와 복잡함을 이해할 수 있는지에 대해 의문을 표시했다.
리의 문체와 비극 속에 유머를 사용하는 것에 대해 쓴 글에서, 학자인 자크퀴린 타브니-쿠르빈(Jacqueline Tavernier-Courbin)은 다음과 같이 언급했다. "웃음 ... 아름다운 표면 아래에 있는 썩은 덩어리를 폭로하지만 품위를 떨어뜨리기도 한다. 누군가를 웃게 할 수 있는 것 때문에 억압받는 사람은 거의 있을 수 없다." 남자 아이들을 때려주고 드레스 입는 것을 싫어하며 재미를 위해 맹세를 하는 소녀인 스카웃의 역할은, 유머를 제공하는 것이만, 타브니-쿠르빈은 리가 특히 어린이의 관점에서 복잡한 논점에 초점을 맞출 때 패러디, 풍자, 반어를 사용한다고 적었다. 작품 내용을 살펴보면, 소설에서 딜은 스카웃와 결혼하겠다고 약속한 이후에 그녀가 아니라 젬과 너무 많은 시간을 함께 보내고, 스카웃은 딜이 자신에게 관심을 갖게 만들기 위한 가장 좋은 방법이라는 이유로 딜을 여러 번 때려준다. 리는 스카웃이 처음으로 학교에 가서 겪는 좌절을 묘사하면서 풍자를 활용한다. 소설에서 스카웃의 선생님은 스카웃에게 아버지인 애티커스가 그녀에게 읽기와 쓰기를 가르치면서 입힌 손상을 원상회복시켜야만 한다면서 애티커스가 더 이상 그녀를 가르치면 안된다고 말한다.

### 장르
학자들은 "앵무새 죽이기"를 "남부 고딕" 소설이자 "교양 소설"로 본다. 부 래들리와 그가 사는 집이 같이 지니고 있는 그로테스크풍과 초자연에 가까운 특성들과 톰 로빈슨과 관련돼서 등장하는 인종적 불의의 요소는, 소설에 고딕 소설의 분위기를 부여하고 있다. 리는 "고딕"이라는 용어를 사용해서 메이콤 법원의 건축 양식과 부 래들리를 흉내내는 딜의 과장되고 병적인 연기를 묘사한다. 외부인들(outsiders) 역시 남부 고딕 텍스트에서 중요한 요소이며, 마을의 계층에 대한 스카웃과 젬의 질문은 학자들에게 호밀밭의 파수꾼과 허클베리 핀의 모험이라는 두 소설과 이 작품을 비교하게 한다. 마을의 체제에 대한 도전에도 불구하고 스카웃은 애티커스를 다른 모든 사람 위에 있는 권위로서 존경한다. 왜냐하면 애티커스는 비록 그 결과가 사회적인 추방이라고 하더라도 한 사람의 양심을 따르는 것이 가장 우선한다고 믿기 때문이다. 그러나 학자들은 이 작품을 남부 고딕으로 분류하는 것에 대해서 논쟁한다. 그들은 부 래들리가 실제 사람이고 약자를 보호하며 호의적이라는 것을 언급한다. 게다가 이 작품에는 알코올 중독, 근친상간, 강간, 종족간의 폭동이 등장하며, 리는 멜로드라마 같은 느낌이라기 보다는 사실주의적으로 그녀의 작은 마을을 묘사하고 있다. 그녀는 모든 사회에 존재하는 보편적인 문제점으로서 개별 인물의 문제를 묘사한다.
《앵무새 죽이기》에서 어린이인 스카웃과 젬은 냉혹한 현실에 직면하고 그 현실로부터 배운다. 비평가들은 이런 점을 근거로 하여 이 소설을 전형적으로 주인공의 성장을 묘사하는 "교양 소설"로 분류하였다. 리는 젬의 이웃들이 스카웃의 이웃에 비해서 어떻게 젬을 실망시켰는지를 묘사함으로써 젬이 느끼는 상실감을 조사하는 듯 보인다. 젬은 자신의 이웃인 마우디 아가씨에 대해서 재판이 끝난 다음에 이렇게 말했다. "그것은 마치 고치에 싸여 있는 애벌레 같았어... 나는 항상 메이콤 사람들이 세계에서 가장 좋은 사람들이라고 생각해 왔는데, 적어도 그들은 그런 사람들인 것처럼 보였단 말이야". 이런 충격으로 인해 젬은 인종과 계층에 따른 분리에 맞서 싸우게 된다. 이 소설은 젬이 맞닥뜨린 변화들을 그린 삽화인 동시에, 여자다움의 관점에서 볼 때 전형적이지 않은 소녀인 스카웃이 직면해야만 하는 진실들에 대한 탐구이기도 하다. 어느 학자는 다음과 같이 적었다. "《앵무새 죽이기》는 여성주의 교양 소설로 읽을 수 있다. 왜냐하면 이 소설에서는 스카웃이 그녀의 공동체가 있는 장소에 대해 명료한 감각을 지니게 되는 어린 시절의 경험과 언젠가 그렇게 될 여성으로서 그녀가 지닌 잠재적인 힘에 대한 그녀의 깨달음이 나오기 때문이다."

## 주제
책이 출간된지 33년이 될 때까지, 《앵무새 죽이기》는 학술 논문의 초점이 되지 못했고, 오직 여섯 편의 문학 논문이 있을 뿐이며, 그 논문 중 상당 수는 분량이 두 쪽을 넘어가지 않습니다.—클라우디아 존슨(Claudia Johnson), 〈앵무새 죽이기: 위협적인 경계〉(To Kill a Mockingbird: Threatening Boundaries), 1994
책이 출간되자마자 즉각 인기를 끌었음에도 이 소설은 다른 현대 미국 고전에 비해서 비평적인 관심을 받지 못했다. 소설에 대한 여러 에세이를 편집한 돈 노블은, 판매량과 분석적인 에세이의 비율을 측정하면 일백만대 일이 될 것이라고 추정했다. 크리스토퍼 메트레스는 이 책이 "검사되지 않은 채로 남아있기 때문에 여전히 매우 강한 힘을 지닌 누군가의 감정적 동요의 아이콘"이라고 적었다." 노블은 이 책이 일관되게 베스트셀러의 지위를 유지 했고("많은 사람들이 이 책을 좋아한다면, 이 책은 좋은 책일 수 없다") 일반적인 독자들이 분석적인 해석을 요구하지 않는 것처럼 느껴졌기 때문에 이 소설이 학문적인 주목을 받지 못했다고 주장한다.
하퍼 리는 1960년대 중반까지 소설을 해석하는 일에 관여하지 않았다. 그러나 그녀는 편집자들에게 가끔씩 보낸 편지에서 자신이 다룬 주제에 관한 몇 가지 통찰을 주었고, 그녀의 책이 일으킨 열정적인 반응에 대해서 다음과 같이 답했다. "확실히 《앵무새 죽이기》는 2음절보다 많이 말하지 않으면서 신사도와 품행과 기독교 윤리와 모든 (미국) 남부 사람들의 유산에 대한 단순한 지식을 명확하게 설명하고 있습니다."

### 미국 남부의 삶과 인종적 불의
책이 발간되었을 때, 비평가들은 책을 두 부분으로 나누었고, 그 두 부분을 연결하는 리의 능력에 대하여 의견이 서로 엇갈렸다. 소설의 첫 번째 부분은 부 래들리에 대한 아이들의 환상과 이웃에 대해 그들이 느끼는 안전하고 편안한 느낌을 다루고 있다. 비평가들은 일반적으로 스카웃과 젬이 그들의 변덕스러운 이웃들을 관찰하는 대목에 매료되었다. 어떤 작가는 리가 메이컴 마을 사람들을 상세하게 설명하는데 감명을 받은 후 이 책을 남부 낭만적 지역주의 문학으로 분류하였다. 이 감상주의(sentimentalism)는 소설에 나오는 거의 모든 등장인물의 행동이 설명해주는 미국 남부의 계급 제도에 대한 리의 묘사를 보여줄 수 있다. 스카웃의 아주머니인 알렉산드라는 메이컴 마을의 주민이 지닌 단점이나 장점을 그 사람의 혈통 탓(음주나 도박을 좋아하는 가족들)으로 돌리며, 이야기하는 사람은 인물의 행동이나 성격을 핀치 가족과 메이컴 마을의 상세한 역사와 결부(結付)시켰다. 이러한 지역주의적 주제는 더 나아가 메이욜라 어월(Mayella Ewell)이 톰 로빈슨을 향해서 했던 명백하게 무력한 접근과 자신이 가진 것을 사용하여 할 수 있는 한 좋은 일을 하는 착한 마음을 지닌 사람들인 "훌륭한 사람들"("fine folks")에 대한 스카웃의 정의에 반영되었다. 이로 인해 자신만의 전통과 금기를 지닌 미국 남부 지역 자체가 인물들보다 줄거리에 더 많은 영향을 끼치고 있는 것처럼 보인다. "윌리엄 포크너가 남부 요크나파토파(Yoknapatawpha)라는 가공의 마을을 소설 속에 창조했듯이", 하퍼 리는 이 작품에서 1930년대 메이컴이라는 가상의 마을을 배경으로 삼고 그 마을을 미국 남부의 축약도로 재현하는데, 이 마을에는 남부의 병폐인 "카스트 제도, 상류계층의 동류의식, 백인들의 계층구분 요인이 있다."
소설의 두 번째 부분은 도서평론가인 하딩 리메이가 "흑인에 대한 대우에 관해 교양이 높은 남부 백인이 느끼는 영혼을 부식시키는 부끄러움"이라고 부른 것을 다루고 있다. 이 책이 출간된 이래로 수 년 동안 많은 평론가들은 "앵무새 죽이기"라는 소설이 인종 문제를 주로 다루고 있다고 여겨왔다. 클라우디아 더스트 존슨(Claudia Durst Johnson)은 이 작품이 앨라배마 주에서 인종문제와 연관되었던 두 사건을 바탕으로 구조가 짜여졌다고 믿는 것이 타당하다고 주장했다. 두 사건 중 하나의 사건은 로자 파크스가 시내버스에서 그녀의 자리를 백인에게 내주라는 요구를 거절한 것으로 1955년 몽고메리 버스 보이콧의 도화선이 된 일이며, 다른 하나의 사건은 앨라배마 대학교에서 흑인 학생인 오서린 루시와 폴리 메이어의 입학을 허락한 뒤에 일어난 1956년 폭동이다.(메이어는 결국 그녀의 입학 신청을 철회했으며 루시는 학교에서 쫓겨났지만, 1980년에 복학되었다.) 소설 구성의 역사적 맥락에 대한 글에서 두 명의 문학 평론가가 다음과 같이 말했다. "《앵무새 죽이기》는 미국의 남북전쟁과 전쟁 후 남부주 재통합 이래로 남부에서 일어난 의미심장하고 치열한 갈등을 불러일으킨 사회적 변화의 한복판에서 기록되었다. 따라서 이 작품이 표면적으로 1930년대 중반을 배경으로 삼고 있지만, 불가피하게 이 작품은 변화의 과정에서 생긴 갈등과 불안을 담은 1950년대의 관점에서 진행되고 있다."
학자인 패트릭 취라(Patrick Chura)는 에메트 틸(Emmett Till)이 톰 로빈슨의 모델이었다고 보았다. 왜냐하면 소설에서 허구적인 인물인 톰이 견뎌야 했던 온갖 불의가 낱낱이 열거되었는데, 그러한 불의(不義)는 실제 인물인 틸 역시 직면해야 했던 일들이었기 때문이다. 취라는 흑인 강간범의 초상이 "상처 입기 쉽고 거룩한 남부 여성을 신화화하는 데" 해(害)를 끼치는 것이었다고 기록하였다. 백인 여성과의 성적인 접촉이 단지 암시되기만 한 경우에도 흑인 남성이 일으킨 관습의 위반은 그 당시 소설에서 피의자인 남성의 죽음으로 대개 끝나곤 했다. 톰 로빈슨의 소송은 가난한 백인 농부들이 배심원 역할을 맡았는데, 그들은 톰의 무죄를 보여주는 압도적인 증거에도 불구하고 톰의 유죄를 결정했고, 교양이 있고 온건한 백인 시민들도 배심원단의 결정을 지지하였다. 더욱이 "앵무새 죽이기"에 나오는 인종적 불의의 희생자는 몸에 장애가 있어서 기소된 범죄 행위를 할 수 없었지만, 바로 그런 점이 그를 다른 방식으로 장애가 있게 했다. 로슬린 시에겔(Roslyn Siegel)은 톰 로빈슨을 남부 백인 작가들에게서 반복해서 나타나는 흑인 남성 모티프에 해당하는 인물이라고 보았는데, 그 모티프는 흑인 남성을 "멍청하고, 감상적이며, 무방비상태에 있고, 자신의 지성으로 스스로를 구하기 보다는 차라리 백인들의 공정한 대우에 의존하는 모습"으로 그리는 것이다. 비록 톰이 집단 폭행을 모면했다고 해도 그는 열일곱살 때 감옥에서 탈출하려고 시도하다가 지나친 폭력에 의해 사망하였기 때문에 그런 모티프와 관련이 있다고 할 수 있다.
인종적 불의의 주제는 소설에서 상징적으로 잘 나타난다. 예를 들면 애티커스는 그가 하는 일이 아니었음에도 광견병에 걸린 개를 쏘아야만 했다. 캐롤린 존스는 그 개가 메이콤 마을 안에 존재하는 편견을 표현하다고 주장한다. 인적이 끊긴 거리에서 개를 쏘려고 기다리는 애티커스는 다른 백인 시민의 도움이 없이 마을의 인종주의와 맞서 싸워야만 하는 인물이다. 그는 또한 톰 로빈슨을 때리려고 몰려든 마을 사람들에 홀로 맞서야 했으며, 톰의 소송이 진행되는 동안에도 역시 혼자서 톰의 무죄를 주장했다.

### 계층
"앵무새 죽이기"에서 놀라운 것 중의 하나는 경제적이라는 점인데요. 하퍼 리는 작은 마을의 흑백 인종 뿐만 아니라 계층에 대해서도 세밀하게 묘사하였지요. 제 말의 의미는 흑인과 백인 모두 "다른 종류들"이 있다는 것이예요. 아주 가난한 백인부터 상류층까지 사회구조 전체가 나타나죠.-리 스미스(Lee Smith)
1964년 인터뷰에서 리는 "남부 앨라배마의 제인 오스틴이 되고 싶다"는 포부를 드러냈다. 제인 오스틴과 리는 사회현상에 의문을 제기하고 사회적 위치를 넘어서는 개인의 가치를 존중했다는 공통점을 지닌다. 예를 들면 어느날 핀치의 집에서 스카웃이 같은 반에 있는 가난한 친구인 월터 커닝햄을 곤혹스럽게 만들었을 때, 그 집의 흑인 요리사이었던 카포니아는 그런 행동을 했다는 이유로 스카웃을 심하게 꾸짖었다. 애티커스는 카포니아의 판단을 존중했고, 나중에 그의 누이인 억센 알렉산드라 아주머니가 카포니아를 해고해야 한다고 강하게 주장했을 때 그는 강하게 반대하였다. 문학 평론가인 장 블랙올(Jean Blackall)은 오스틴과 리 라는 두 작가가 서로 공유하고 있는 가치에 대한 목록을 작성하였다. "사회적 지위에 상관 없는 개인에 대한 존중, 예의"가 그것이다.
학자들은 계층과 인종에 대한 리의 접근이 "'가난한 백인'에게 원인이 있다고 보는 것 보다 더 복잡한 것"이라고 주장하고, "리는 성과 계층이라는 문제가 어떻게 편견을 강화시키는지와 어떻게 현존하는 질서에 도전하는 목소리를 침묵시키며 어떻게 인종 차별의 원인이 되는 많은 미국인들의 개념을 복잡하게 만드는지를 설명한다." 리가 사용한 중산층 화자(話者)의 목소리는 계층이나 문화적 배경에 상관 없이 독자에게 친밀감을 주는 문학적 장치이며, 향수를 불러 일으킨다. 스카웃과 젬의 관점을 공유하면서 독자는 여러 등장인물들의 관계를 살펴보게 된다. 소설에는 똑같이 가난하지만 대단히 다르게 행동하는 보수적인 뒤보스 부인과 하류층 어월 짐안과 커닝햄 집안 사람들이 나오고, 부유하지만 사회적으로 배척받는 돌푸스 레이몬드와 카포니아 그리고 다른 흑인 공동체의 사람들도 나온다. 소설에서 주인공들은 인간의 동기와 행동에 대한 보다 큰 이해를 얻으면서 어떤 사람이 행동을 하기 전에 그 사람의 피부색으로 그 사람을 판단하지 말라는 애티커스의 교훈을 내면화한다.

### 용기와 동정심
이 소설은 용기의 다른 형태들에 대한 치열한 탐구로 유명하다. 애티커스를 비난하는 학생들과 싸우는 스카웃의 충동적인 경향은 그녀가 애티커스의 편이고 그를 옹호하려고 한다는 점을 반영한다. 애티커스는 소설의 도덕적 중심이며, 그는 젬에게 용기에 관한 가장 의미심장한 교훈을 가르친다. 애티커스가 톰 로빈슨을 변호하게 된 동기를 암시하는 언급과 모르핀 중독에서 스스로 벗어나려고 하는 듀보스 부인을 묘사하는 대목에서, 애티커스는 젬에게 용기란 "네가 시작하기 전에 패배할 줄 알았지만 어쨌든 시작하고 무슨 일이 있든 끝까지 해보는 것"이라고 말한다.
하퍼 리 전기를 지금까지 유일하게 단행본으로 펴낸 찰스 쉴즈는 이 소설이 계속해서 대중성을 지니고 사람들에게 충격을 주는 이유에 대해서 다음과 같이 말했다. "인간의 존엄성과 다른 사람에 대한 존중이라는 이 책의 교훈은 기본적이고 보편적인 것이다." 애티커스는 스카웃에게 한 다음과 같은 말은 그의 동정심을 보여주는 하나의 예이다. "너는 네가 그 사람의 입장에서 생각해보기 전까지는 한 사람을 결코 이해하지 못한다." 그녀는 메옐라 어웰의 증언을 들었을 때 애티커스의 말에 대해서 곰곰이 생각해보게 된다. 몌옐라는 애티커스가 그녀에게 친구가 있느냐고 묻자 혼란스런 반응을 보였는데, 그때 스카웃은 그녀가 부 래들리보다 더 외로웠다고 생각하게 되었다. 부가 스카웃과 젬의 생명을 구한 후에 그의 집으로 돌아갈 때, 스카웃은 부의 집 현관에서 그에게 인사하면서 지난 3년간 있었던 일들을 부의 입장에서 돌이켜 생각해 보게 되었다. 한 작가는 다음과 같이 말했다. "... 한편으로 이 소설은 비극과 불의, 마음의 고통과 상실을 걱정하면서, 또한 다른 한편으로 용기와 동정심과 인간 존재를 더 좋게 하는 역사의 깨달음에 대한 강한 의식을 전하고 있다."

### 성 역할
하퍼 리는 인종차별적이고 불공평한 사회에 맞서 싸우는 젬의 발달을 묘사하는 것처럼, 여성으로 살아간다는 것이 무엇인지를 알아가는 스카웃의 깨달음과 그녀에게 영향을 주는 여러 명의 여성들을 묘사한다. 아버지, 오빠와 같이 사는 스카웃의 상황 덕분에, 소설에서 그녀는 여성 인물 중에 한 명이자 여성 집단의 외부자로서 여성 인물들에 대해 다양하고 깊이있게 묘사한다. 스카웃에게 영향을 주는 여성들은 카포니아와 그녀의 이웃인 마우디로 두 사람 모두 의지가 굳고 독립적인 성격이다. 메옐라 어뤨 또한 영향을 주었는데, 스카웃은 그녀가 자신의 욕망을 감추기 위해서 무죄한 남자를 파괴시키는 것을 지켜본다. 스카웃에게 여성적인 면이 부족하다고 말하는 여성인물들은, 가장 인종차별적이고 계층차별적인 입장을 부추기는 사람들이다. 예를 들어 듀보스 부인은 스카웃이 드레스와 소매없는 여자 속옷인 캐미솔을 입지 않는다고 비난하고, 그렇게 하지 않음으로써 스카웃이 가문의 이름에 먹칠을 한다고 지적하며, 게다가 톰 빈슨을 변호하려는 애티커스의 입장을 모욕한다. 애티커스와 젬의 남성적인 영향과 카포니아와 마우디의 여성적인 영향이 균형을 이루는 것에 대해 한 학자는 이렇게 적었다. "리는 1인칭 시점의 화법을 이용하여 점차 스카웃이 남부의 페미니스트가 되어가는 것을 설명하며, 스카웃/진 루이스가 아이를 갖게 되면서 여전히 남부의 숙녀에 대한 양면적인 감정을 지니고 있다고 지적한다."
어머니의 부재와 험악한 아버지의 존재는 이 소설의 다른 주제이다. 스카웃과 젬의 어머니는 스카웃이 그녀를 기억할 수 있는 나이가 되기 전에 죽었고, 래들리 부인은 아들인 부가 집에 감금된 것에 대해서 침묵한다. 스카웃의 아버지인 애티커스를 제외하면, 소설에 등장하는 아버지들은 험악한 사람들이다. 밥 어웰은 자신의 딸을 괴롭혔다는 점이 암시되며, 래들리씨는 자신의 아들을 다른 사람들이 유령으로 여길 정도로 집 안에 감금한다. 밥 어웰과 래들리씨는 애티커스가 표현하지 않는 남성성의 모습을 보여주는데, 이 소설은 이러한 남성이 선교사 사회에서 전통적으로 여성적인 위선자가 그랬던 것처럼 사회를 잘못된 방향으로 이끌어 갈 수 있다는 견해를 제시한다. 애티커스는 다른 남성과 거리를 둔 채 남성성의 유일한 모델로 제시된다. 한 학자는 이 점을 다음과 같이 설명했다. "사회를 바로잡고자 하는 영웅적인 개인주의와 용기 그리고 사회 정의와 도덕을 위한 당당한 인식과 헌신을 보여주는 전통적인 남성적 특성이야말로 진정한 남자의 일이다."

### 성문법과 불문법
"앵무새 죽이기"에는 특히 법정 밖 장면에서 법적 이슈에 대한 암시가 나오는데, 이러한 암시는 법학자들로부터 주목을 받았다. 클라우디아 더스트 존슨은 다음과 같이 썼다. "법학저널에 두 명의 법학자가 쓴 비평적 읽기의 양이 문학저널에 문학 평론가들이 쓴 것을 모두 합친 것보다 많다. 19세기 수필가인 찰스 램이 쓴 내용인 서두의 인용문은 다음과 같다. "내가 보기에, 변호사들은 한 번쯤 아이들이었다." 존슨은 스카우과 젬의 어린시절조차 손바닥에 침 뱉기에 의한 상호 간의 타협과 조약이 등장하고, 애티커스와 그의 자녀들은 시기가 지났는데도 밥 어웰이 사냥을 하는 것이 정당한가에 관한 법률문제를 토론한다고 적었다. 상징적인 법정에서 많은 사회적 규범들이 파괴된다. 돌푸스 레이먼드씨는 흑인 여성과 결혼하고 인종 간의 혼혈아를 가졌다는 이유로 사회로부터 추방당하며, 메옐라 어웰은 흑인 남성인 톰 로빈슨에게 키스했다는 이유로 그녀의 아버지에게 두들겨 맞는다. 살아있는 존재가 아닌 것처럼 됨으로써 부 래들리는 그 어떤 법정에서 그에게 선고한 것보다 더 강력한 처벌을 받는다. 스카웃은 반복적으로 사회적 규범과 법률을 깨뜨리고, 그녀에게 주어진 벌에 대해서 반응한다. 예를 들어 그녀는 주름 장식이 달린 옷을 입지 않으려고 하고, 그녀에게 그런 옷을 만들어서 입히려는 알렉산드라 아주머니의 "광신적인" 시도들에 대해서 그녀는 "죄수복에 핑크색 단추가 달린 옷을 입은" 느낌이라고 말한다. 존슨은 다음과 같이 언급한다. "이 소설은 젬과 스카웃이 어떻게 사회적 규범의 복잡성을 이해하는지와 어떻게 관계의 상대적 배치가 작은 세계의 거주민들에게 사회적 규범을 지키라고 명령하는지에 대한 연구이다."

### 무죄한 자의 죽음

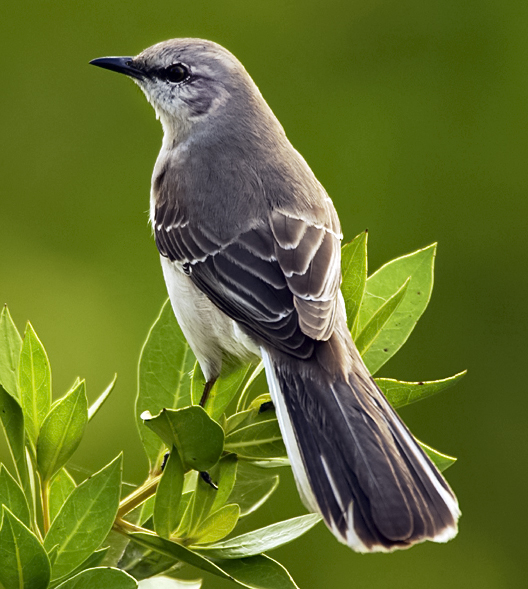
리는 소설 앵무새 죽이기(To kill a mockingbird)에서 흉내지빠귀(mockingbird)를 무죄의 상징으로 사용했다.

지저귀는 새와 새와 연관된 상징은 소설 곳곳에 등장한다. 핀치(Finch:되새류) 가족의 이름과 리의 어머니가 결혼 전에 지녔던 성에도 새 이름이 나온다. 정당한 권리를 가진 흉내지빠귀는 이 주제에서 핵심 모티프이며, 이 모티프는 애티커스가 크리스마스 선물로 자녀들에게 공기총을 주고 잭 아저씨가 아이들에게 총 쏘는 법을 가르치도록 허락한 때에 처음으로 등장한다. 애티커스는 아이들에게 "너희들이 모든 큰어치를 쏘아 죽일 수 있다고 해도 흉내지빠귀를 죽이는 것은 죄"임을 기억해야 한다고 경고한다. 혼란을 느낀 스카웃이 그녀의 이웃인 마우디에게 그렇게 해야 하는 까닭을 묻자, 그녀는 흉내지빠귀가 다른 어떤 생명체에게도 해를 끼치지 않기 때문이라고 설명한다. 그녀는 흉내지빠귀는 단순히 그들의 노래소리로 사람들에게 기쁨을 준다는 점을 지적하면서 "그들은 한 가지만 하는 것이 아니라 우리를 위해 마음에서 우러나온 노래를 불러주지"라고 말한다. 작가 에드윈 브루엘은 1964년에 쓴 그의 글에서 다음과 같이 상징적인 뜻을 요약했다. "'앵무새 죽이기'는 톰 로빈슨처럼 죄가 없고 해를 끼치지 않는 존재를 죽이는 것이다." 학자들은 리가 도덕적인 점을 강조하려 할 때마다 자주 흉내지빠귀 주제로 돌아갔다고 언급한다.
소설에서 톰 로빈슨은 고의적이거나 부주의하게 죽임을 당한 여러 무죄한 자들 중 대표적인 예로 등장한다. 그러나 학자인 크리스토퍼 메트레스는 흉내지빠귀가 부 래들리와 연관된다고 보았다. "스카웃은 자신의 재미를 위해 부를 이용하기(소설의 서두에서 그녀는 그의 과거에 대한 연극을 하며 놀았던 것을 생각해보라)를 원하는 대신에, 그를 "흉내지빠귀"처럼 소중히 여김을 받아야 마땅한 내면이 선량한 존재로 바라보기 시작한다."

## 각색

### 1962년도 영화

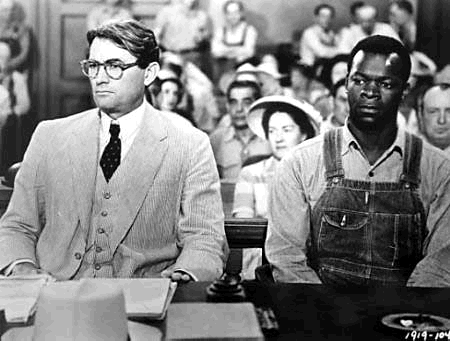
영화의 한 장면, 법정에서 백인 변호사 애티커스와 흑인 톰 로빈슨이 나란히 앉아있다.

이 책은 1962년도에 영화로 제작되었다. 영화에는 그레고리 펙이 애티커스 핀치로 출연하였다. 영화의 제작자인 알렌 J. 페큘라(Alan J. Pakula)는 파라마운트 스튜디오의 임원들이 알렌에게 대본에 대해서 질문했던 것을 언급한 적이 있다. "임원들은 이렇게 말했죠. '영화에서 당신은 무슨 이야기를 하려고 합니까?' 저는 이렇게 답했습니다. '책을 읽어 보셨나요?' 그러니까 그들이 '네.'라고 하더군요. 그래서 제가 '그 책 내용이 영화 내용입니다'라고 했죠."

### 연극
이 책은 크리스토퍼 서겔에 의해 연극으로 각색되기도 했다. 연극은 1990년에 스스로를 "앨라배마의 문학적 수도"라고 자처하는 도시인 먼로빌에서 초연되었다. 공연은 도시의 법정을 무대로 상연되었고, 도시의 사람들에게 역할을 배정하였다. 백인 남성 관객들 중 일부를 쉬는 시간에 선택해서 배심원 역할을 맡긴 것이다. 법정 장면이 진행되는 동안에 공연은 먼로 지방 법원으로 이동했고, 관객들은 인종에 따라 분리되었다.

## 같이 보기
- 미국 남부 문학
- 알리바마 이야기
- 대중문화에서 다룬 앵무새 죽이기
- 앵무새 죽이기의 등장 인물 목록

## 참고 문헌
- 하퍼 리, 《앵무새 죽이기》, 김욱동 옮김, 문예출판사, 2008. ISBN 89-310-0199-1 다음 책 소개
- 하퍼 리, 《앵무새 죽이기 (다락원 클리프노트)》, 다락원, 2007, ISBN 89-5995-143-9 교보문고 책 소개
- 이정희, 〈세계화와 상호공존의 시민정신: 하퍼 리의 앵무새 죽이기〉, 현대영미소설, 제 11권 1호, 2004년
- 하퍼 리(Lee, Harper). 《앵무새 죽이기》(To Kill a Mockingbird). 하퍼콜린스(HarperCollins): 1960, 영원한 고전판(Perennial Classics edition: 2002). ISBN 0-06-093546-4
- 클라우디아 존슨(Johnson, Claudia). 《앵무새 죽이기: 위협적인 경계》(To Kill a Mockingbird: Threatening Boundaries.) 트웨인 출판사(Twayne Publishers): 1994. ISBN 0-8057-8068-8
- 클라우디 존슨(Johnson, Claudia). 《앵무새 죽이기를 이해하기: 주제, 소재, 역사적 기록에 관한 학생용 사례집》(Understanding To Kill a Mockingbird: A Student Casebook to Issues, Sources, and Historic Documents.), 그린우드 출판사(Greenwood Press): 1994. ISBN 0-313-29193-4
- 칸디세 만치니(Mancini, Candice), ed. (2008). 《하퍼 리의 "앵무새 죽이기"에 나타난 인종 차별》(Racism in Harper Lee's To Kill a Mockingbird, ) 게일 그룹(The Gale Group). ISBN 0737739046 {{isbn}}의 변수 오류: 유효하지 않은 ISBN.
- Murphy, Mary M. (ed.) Scout, Atticus, and Boo: A Celebration of Fifty Years of To Kill a Mockingbird, HarperCollins Publishers: 2010. ISBN 978-0-06-192407-1
- Noble, Don (ed.). Critical Insights: To Kill a Mockingbird by Harper Lee, Salem Press: 2010. ISBN 978-1-58765-618-7
- 앨리스 페트리(Petry, Alice).《하퍼 리에 대해서: 에세이와 감상문》에 실린 "들어가는 글"("Introduction" in On Harper Lee: Essays and Reflections.) 테네시대학교 출판부(University of Tennessee Press): 1994. ISBN 1-57233-578-5
- 찰스 쉴즈(Shields, Charles). 《흉내지빠귀:하퍼 리의 초상》(Mockingbird: A Portrait of Harper Lee.) 헨리 홀트 출판사(Henry Holt and Co.): 2006. ISBN 0-8050-7919-X